# Cuarteto para piano n.º 2 (Brahms)

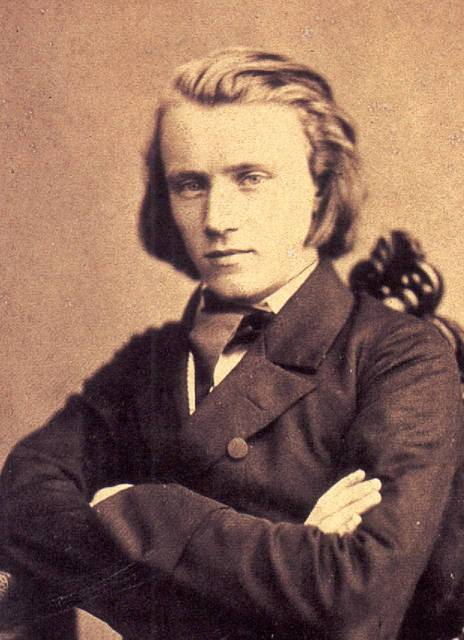
Johannes Brahms en 1853

El cuarteto para piano y cuerdas n.º 2, en la mayor, op. 26 de Johannes Brahms fue escrito en la misma época de su cuarteto para piano n.º 1, octubre de 1861, también en su ciudad natal, Hamburgo. Según Geiringer, el cuarteto fue estrenado con el mismo Brahms al piano, el 29 de noviembre de 1862 en Viena.
En el cuarteto destaca la experimentación con la forma sonata del primer movimiento, al introducir variaciones, y su cercanía a las formas del estilo de la primera escuela vienesa.
La obra está escrita para piano, violín, viola y chelo, y está dividida en cuatro movimientos:
1. Allegro non troppo
2. Poco adagio
3. Scherzo: poco allegro
4. Allegro, alla breve

Tiene una duración aproximada de 48 minutos.